# さいとうつかさ
さいとう つかさは、日本のイラストレーター、成人向け漫画家、ゲームの原画家。広島県尾道市出身。東京都在住。男性。生月日4月18日。
以前はADKに所属しており、『ワールドヒーローズ』等のオフィシャルイラストを担当していた。
ADK退社後はフリーとして活動している。
アニメ作品などで活躍しているCGディレクターのさいとう つかさとは、同姓同名の別人である。

## 作品

### キャラクターイラスト
- ワールドヒーローズ（ADK）
  - 2007年10月18日発売のPS2版『ワールドヒーローズゴージャス』のパッケージも描いている。
- 痛快GANGAN行進曲（ADK）

### 原画
- 一般作品
  - 彼女の履歴（バンプレスト）
  - ぽけかの（データム・ポリスター）
- アダルトゲーム
  - PROJECT VC & フェアリーテールREMIX4（フェアリーテール）
  - プラスティックハネムーン（D.O.）
  - Re☆サイクリングDay's（Paprika）
  - 学園怪傑くるり!（Troy）
  - とり×とり エッチしてくんなきゃイタズラしちゃうゾ?（すみっこ）
  - 二代目は☆魔法少女（すみっこ） ※サブ原画家として参加
  - 姉教師〜快楽に揺れる相剋の想い〜（メガロマンス）
  - 四畳半プリンセス（ぱらいそ）
  - 御伽話は闇の中（ぱらいそ）
  - 魔女ヴェロニカ 〜終わらない魔辱煉獄〜（Blackluck）
  - ごくかの! ～タマとらせてもらいます～（SPEED）
  - 粘液地獄 ～巨大ヌルヌル生物に汚された女学生!～（Atelier G/H）
  - ウブな処女のエッチなお願い（ensemble SWEET）
  - 異世界風俗始めました!? ～転生したらハーレム性活が待ってました～（seal-tutu）
  - お姉ちゃんは串刺し公!? ～アタシの杭で貫いてあげる♪～（Atelier G/H）
  - 令嬢聖水学園「なんで貴方の前でお小水を出さないといけないのよ!」（アンダームーン）
  - 神聖昂燐アルカナルージュ ～白濁と触手に穢されし魔法少女たち～（CHAOS-R）
  - 虜ノ絆 ～奪われた学園に響く処女の喘ぎ～（Guilty）
  - 神聖昂燐ダクリュオン ～正しい天使の育てかた～（CHAOS-R）
  - 魔女狩りの失禁学園 ～緊縛された令嬢の聖水～（アンダームーン）
  - 神聖昂燐ダクリュオン・ルナ ～堕聖母誕生～（CHAOS-R）
  - 虜ノ翼 ～舞台裏で淫らに踊る処女人形～（Guilty）
- 同人ゲーム （全てアダルトゲーム）
  - ナイショのじかん（kidnap company）
  - みこ☆かみ〜どっちにするの?〜（kidnap company）
  - 純聖天使プリミティ☆ノエル 〜恥辱に堕ちた少女〜（Magical☆Girl）
  - ふたご+かんご（kidnap company）
  - まじかる★ちぇんじ はるなちゃん〜魔法のキャンディーはとってもHな恋の味!〜（Magical☆Girl）
  - 魔蟲遣いクラエス（Magical☆Girl）
- ブラウザゲーム
  - X-Overd（DMMGAMES）…R指定版もあり。アリシエルのキャラクターデザインを担当。
  - Lord of Walkure（DMMGAMES）…R指定版もあり。楓・フェルミー等数キャラのキャラクターデザインを担当。
  - 宝石姫 JEWEL PRINCESS (DMMGAMES) …R指定版もあり。セラフィナイトとエンジェライトのキャラクターデザインを担当
  - 戦乱プリンセス（旧DMMGAMES）…R指定版もあり。一部のキャラクターデザインを担当。[2]

### 挿画
- 電撃G'sマガジン（「メイドの野乃ちゃんシリーズ」など多数）
- ロードス島戦記 灰色の勇者（グループSNE編・コンプRPG連載記事）
- ぽけかの 初恋のシンフォニー（工藤治・著、電撃G's文庫）
  - ゲームのノベライズ。巻末にはさいとうによるコミカライズ版も収録されている。
- タロット探偵MIKU（夏緑・著、ファミ通文庫）
- くろかの（夏緑・著、HJ文庫）

### 漫画
- ティンクルスタースプライツ（新声社・コミックゲーメスト連載）
  - コミカライズ版。出版社の倒産により単行本は出ていないが、単行本の体裁を取った同人誌を刊行している。
- 愛のカタチ （単行本・メディアックス）
  - 漫画家デビュー後、10年近い紆余曲折を経て発行された初単行本。各誌で描いていた漫画を集めている。
- 天使のくれよん（BugBug2006年2月号 - 2009年1月号連載）

## 同人活動
個人サークル「備後萬屋」（びんごよろずや）で同人活動を行っている。

## その他
- マブラヴ ALTERED FABLE（アージュ） PC用壁紙イラスト
- CS放送・フジテレビ739で放映されている番組『デジ絵の文法』の第24回に出演（顔出しは無し）。